# Pablo Meneses
Pablo Fernando Meneses Arenas (Chile, 21 de septiembre de 1984) es un futbolista chileno. Juega como volante y delantero y su último club fue Unión San Felipe.

## Clubes
| Club               | País  | Año       |
| ------------------ | ----- | --------- |
| Deportes Colchagua | Chile | 2006-2007 |
| Provincial Osorno  | Chile | 2008-2010 |
| Naval              | Chile | 2011      |
| Unión San Felipe   | Chile | 2012-2014 |